# Alex R. Hibbert
Alex R. Hibbert, född 4 juli 2004 i New York, är en amerikansk skådespelare.
Hibbert har bland annat medverkat i TV-serien The Chi. Han har även medverkat i filmerna Moonlight och Black Panther.

## Filmografi (i urval)
- 2016 – Moonlight
- 2018 – Black Panther
- 2018–2022 – The Chi (TV-serie)